# 公开市场操作
公开市场操作（Open market operation）是中央银行釋出或回收基础货币，调节市场流动性的主要货币政策工具，透过中央银行与指定交易商进行有价证券和外汇交易，達成調整货币政策之目的。
另外，由於銀行不可以將所有的存款全部放款，必須於中央銀行保留一定的比例作為存款準備金，因此央行可以發行政府公債的方式，調整存款準備金的多寡，藉以控制貨幣的供給量。但需要注意的是，中央银行在公开市场上买进证券，只是等额地投放基础货币，而不是等额地投放货币供应量。货币供应量受到基础货币投放量和货币乘数的影响，货币乘数受现金漏损率与存款乘数的影响。

## 与利率的理论关系

公开市场操作的机制：储备市场的供需模型

经典经济学理论假设央行货币的供给与短期利率之间存在独特的关系：就像对商品一样，对央行货币的更高需求会提高其价格，即利率。 当对基础货币的需求增加时，如果中央银行希望维持短期利率，就必须采取行动。它通过增加基础货币的供应量来做到这一点：它去公开市场购买金融资产，例如政府债券。为了支付这些资产，在卖方的第三方帐户（英文：Loro Accounts）中产生了新的央行货币，从而增加了经济中的基础货币总量。新钱进入经济是量化宽松（QE）的多种方式之一；但是量化宽松的缺点是可能导致通货膨胀，可能会导致资产泡沫。相反，如果中央银行在公开市场上出售这些资产，则基础货币将减少。

## 中国人民银行的公开市场操作
中国人民银行（中華人民共和国的中央银行）的公开市场操作包括人民币操作和外汇操作两部分。
外汇公开市场操作1994年3月启动，人民币公开市场操作1998年5月26日恢复交易，规模逐步扩大。1999年以来，公开市场操作已成为中国人民银行货币政策日常操作的重要工具，对于调控货币供应量、调节商业银行流动性水平、導致货币市场利率走势產生正面的作用。
中国人民银行从1998年开始建立公开市场业务一级交易商制度，选择了一批能够承担大额债券交易的金融机构作为公开市场业务的交易对象。截至2021年度，公开市场业务一级交易商共包括50家金融机构。这些交易商可以运用国债、政策性金融债券等作为交易工具与中国人民银行开展公开市场业务。
从交易品种看，中国人民银行公开市场业务债券交易主要包括回购交易、现券交易和发行中央银行票据。
其中回购交易分为「正回购」和「逆回购」两种，正回购为中国人民银行向一级交易商卖出有价证券，并约定在未来特定日期买回有价证券的交易行为，正回购为央行从市场減少流动性的操作，正回购到期则为央行向市场增加流动性的操作；逆回购为中国人民银行向一级交易商购买有价证券，并约定在未来特定日期将有价证券卖给一级交易商的交易行为，逆回购为央行向市场上投放流动性的操作，逆回购到期则为央行从市场收回流动性的操作。
现券交易分为「现券买断」和「现券卖断」两种，前者为央行直接从二级市场买入债券，一次性地投放基础货币；后者为央行直接卖出持有债券，一次性地回笼基础货币。
「中央银行票据」即中国人民银行发行的短期债券，央行通过发行央行票据可以回笼基础货币，央行票据到期则体现为投放基础货币。

## 欧洲中央银行的公开市场业务
欧洲中央银行体系内的公开市场业务将在指导利率、管理货币市场、向市场发出政策信号等方面发挥主要作用。欧洲中央银行将主要通过回购协议购买、出售资产、信贷业务等反向交易进行公开市场业务操作。
欧洲中央银行的公开市场业务有四种方式，一是「主要再融资业务」（简称Refi），成员国中央银行根据投标程序每周进行一次，两周到期，向市场发出政策信号。再融资利率也是欧洲中央银行调控经济的最主要的杠杆利率。二是「长期融资业务」，成员国中央银行根据投标程序每月进行一次，三个月到期。三是「微调操作」，由成员国中央银行在特定情况下通过投标程序和双边程序进行。四是「结构操作」，只要欧洲中央银行想调整资金结构，就可以由成员国中央银行通过投标程序和双边程序进行。